# Boston Herald
Boston Herald är en amerikansk dagstidning. Den startades 1846 och övergick till tabloidformat 1981. 2012 uppmärksammades den av Editor & Publisher på listan "10 Newspapers That 'Do It Right'".

### Fotnoter
1. ↑  Kristina Ackermann, "10 Newspapers That 'Do It Right' 2012 Arkiverad 23 september 2015 hämtat från the Wayback Machine.," Editor & Publisher, 12 mars 2012.